# Antiblemma tyroe
Antiblemma tyroe là một loài bướm đêm trong họ Erebidae.